# Asociación de Universidades Grupo Montevideo
La Asociación de Universidades Grupo Montevideo (AUGM), creada el 9 de agosto de 1991 (Acta de Intención Fundacional), está formada por universidades de Argentina, Bolivia, Brasil, Chile, Paraguay y Uruguay. Sus objetivos son el fortalecimiento y la consolidación de recursos humanos, la investigación científica y tecnológica, la formación continua y la interacción de sus miembros con la sociedad. 

## Estructura
Tiene los siguientes organismos:
- Consejo de Rectores
- Consejo Consultivo
- Secretaría Ejecutiva
- Grupo de Delegados Asesores.
- Comisión Fiscal

## Actividades y programas de la AUGM
- Seminario Internacional Universidad-Sociedad-Estado
- Programa Escala Estudiantil
- Programa Escala Docente
- Programa Escala de Posgrado
- Programa Escala de Gestores y Administradores
- Núcleos Disciplinarios
- Comités Académicos
- Jornadas de Jóvenes Investigadores
- Escuelas de Verano Invierno

### Universidades integrantes de la AUGM
- De Argentina:
  - Universidad de Buenos Aires - UBA
  - Universidad Nacional de Córdoba - UNC
  - Universidad Nacional de Cuyo - UNCu
  - Universidad Nacional de Entre Ríos - UNER
  - Universidad Nacional de La Plata - UNLP
  - Universidad Nacional de Mar del Plata - UNMdP
  - Universidad Nacional de Rosario - UNR
  - Universidad Nacional de San Luis - UNSL
  - Universidad Nacional de Tucumán - UNT
  - Universidad Nacional del Litoral - UNL
  - Universidad Nacional del Nordeste - UNNE
  - Universidad Nacional del Noroeste de Buenos Aires - UNNOBA
  - Universidad Nacional del Sur - UNS

- De Bolivia:
  - Universidad Mayor de San Andrés - UMSA
  - Universidad Mayor, Real y Pontificia de San Francisco Xavier de Chuquisaca - UMRPSFXCH

- De Brasil:
  - Universidad de São Paulo - USP
  - Universidad Estatal Paulista - UNESP
  - Universidad Estatal de Campinas - UNICAMP
  - Universidad Federal de Goiás - UFG
  - Universidad Federal de Minas Gerais - UFMG
  - Universidad Federal de Paraná - UFPR
  - Universidade Federal de Rio Grande - FURG
  - Universidad Federal de Río Grande del Sur - UFRGS
  - Universidad Federal de Santa María - UFSM
  - Universidad Federal de Santa Catarina - UFSC
  - Universidad Federal de São Carlos - UFSCar

- De Chile:
  - Universidad de Santiago de Chile - USACh
  - Universidad de Playa Ancha - UPLA
  - Universidad de Chile - UChile
  - Universidad de Valparaíso - UV

- De Paraguay:
  - Universidad Nacional de Asunción - UNA
  - Universidad Nacional del Este - UNE
  - Universidad Nacional de Itapúa - UNI

- De Uruguay:
  - Universidad de la República - UdelaR